# Бар Наздраве
„Бар Наздраве“ (на английски: Cheers) е американски телевизионен сериал – ситуационна комедия, продукция на телевизионната компания NBC, реализиран в 11 сезона между 1982 и 1993 г. Автори са режисьорът Джеймс Бъроуз и сценаристите и продуценти, братята Глен и Лес Чарлс. Водещата роля се изпълнява от Тед Дансън.
Действието на сериала се развива в действително съществуващия едноименен бар в Бостън, Масачузетс, където група от местни граждани регулярно се отбиват да разпуснат, да пийнат по питие и да споделят преживяванията си в ежедневието. Те са винаги приятелски приветствани от колоритния персонал на бара, начело с бившата бейзболна надежда и настоящ барман Сам Малоун (Дансън), който винаги е на разположение за шеги и закачки.
Започвайки колебливо през първия сезон, когато за малко да бъде спрян, впоследствие сериалът бързо набира популярност. В осем от единадесетте си сезона, той е класиран сред топ десет предавания с най-висок рейтинг. Филмът получава многобройни номинации през годините в телевизионните категории на наградите „Златен глобус“ и „Еми“, печелейки част от тях, сред които и призът Златен глобус за най-добър телевизионен сериал - мюзикъл или комедия за 1991 година.
В България, голяма популярност добиват първите 3 сезона, които са с оригиналния актьорски екип, включващ Шели Лонг (Даян) и Никълъс Коласанто („Треньора“) заедно с постоянните персонажи на Тед Дансън (Сам), Рия Пърлман (Карла) и Джордж Уенд (Норм). След края на трети сезон, внезапната кончина на актьора Никълъс Коласанто, води до частично преаранжиране на персонажите в сериала. Тогава във филма се появява изгряващият по това време Уди Харелсън.

## Сюжет
Бар Наздраве е неголямо градско заведение, движено от двама бармани, бивши спортисти – флиртаджията Сам Малоун, собственик на бара, бивша бейзболна надежда и по-възрастният Ърни „Треньора“, пенсиониран бейзболен треньор. Екипът се допълва от двете сервитьорки – красивата префинена интелектуалка Даян и дребничката заядлива Карла. Към постоянното присъствие се включва и дебеличкият клиент на заведението Норм, който винаги след работа се отбива да пийне една бира или повече.
Основната тема в първите сезони на сериала е романсът и заигравките между Сам Малоун и Даян, която постоянно се стреми да изтъкне своята принадлежност към по-висока класа от обществото. Цялата игра между двамата е постоянно гарнирана с шегите и подмятанията на „Треньора“, Карла и Норм. След изваждането на персонажа на Даян от сценария, в края на пети сезон, фокусът се насочва към новата слабост на Сам, невротичната кариеристка Ребека.
Почти цялото действие на филма се развива в основния салон на бара, с кратки премествания на сцената в задната зала за билярд или в стаичката офис на заведението.

## Актьорски състав
| Актьор            | Роля                                                            | Сезони                |
| ----------------- | --------------------------------------------------------------- | --------------------- |
| Тед Дансън        | Сам Малоун, бивш спортист, барман и собственик на заведението   | 1 – 11 (1982 – 1993)  |
| Шели Лонг         | Даян Чембърс, студентка, сервитьорка в бара, слабост на Сам     | 1 – 5 (1982 – 1987)   |
| Никълас Коласанто | Ърни „Треньора“, пенсиониран бейзболен треньор и настоящ барман | 1 – 3 (1982 – 1985)   |
| Рия Пърлман       | Карла, сервитьорка                                              | 1 – 11 (1982 – 1993)  |
| Джордж Уенд       | Норм, счетоводител, постоянен посетител на бара                 | 1 – 11 (1982 – 1993)  |
| Джон Ратценбергер | Клиф, пощальон, постоянен посетител на бара                     | 2 – 11 (1983 – 1993)  |
| Келси Грамър      | Фрейзър Крейн, психиатър, посетител на бара                     | 4 – 11 (1985 – 1993)  |
| Уди Харелсън      | Уди, помощник барман                                            | 4 – 11 (1985 – 1993)  |
| Кърсти Али        | Ребека, бизнесдама, строителен супервайзор                      | 6 – 11 (1987 – 1993)  |
| Биби Нюърт        | Лилит Стърнин, психиатър, посетител на бара                     | 10 – 11 (1992 – 1993) |

## Сезони
| Сезон | Сезон | Брой епизоди | Период на първото излъчване в САЩ | Период на първото излъчване в САЩ | Бележки | Бележки |
| Сезон | Сезон | Брой епизоди | Премиера                          | Финал                             | Бележки | Бележки |
| ----- | ----- | ------------ | --------------------------------- | --------------------------------- | --- | ------- |
|       | 1     | 22           | 30 септември 1982 г.              | 31 март 1983 г.                   | |         |
|       | 2     | 22           | 29 септември 1983 г.              | 10 май 1984 г.                    | |         |
|       | 3     | 25           | 27 септември 1984 г.              | 9 май 1985 г.                     | Поради сърдечно заболяване актьорът Никълъс Коласанто отсъства от снимачната площадка през по-голямата част от сезона  |         |
|       | 4     | 26           | 26 септември 1985 г.              | 15 май 1986 г.                    | След смъртта на актьора Никълъс Коласанто, персонажът му е заменен с този на Уди Бойд, изигран от Уди Харелсън         |         |
|       | 5     | 26           | 25 септември 1986 г.              | 7 май 1987 г.                     | |         |
|       | 6     | 25           | 24 септември 1987 г.              | 5 май 1988 г.                     | От този сезон до края на сериала персонажът на Даян Чембърс е заменен от новата героиня Ребека, изиграна от Кърсти Али |         |
|       | 7     | 22           | 27 октомври 1988 г.               | 4 май 1989 г.                     | |         |
|       | 8     | 26           | 21 септември 1989 г.              | 3 май 1990 г.                     | |         |
|       | 9     | 27           | 20 септември 1990 г.              | 2 май 1991 г.                     | влючващ специален епизод с двойна продължителност                                                                      |         |
|       | 10    | 26           | 19 септември 1991 г.              | 14 май 1992 г.                    | влючващ специален епизод с двойна продължителност                                                                      |         |
|       | 11    | 28           | 24 септември 1992 г.              | 20 май 1993 г.                    | влючващ специален епизод с двойна продължителност и финала на сериала с тройна продължителност                         |         |

## „Бар Наздраве“ в България
В България сериалът е излъчван на 19 юли 1994 г. по Канал 1. През 2001 г. са излъчени два нови сезона по Евроком, най-вероятно четвърти и пети, тъй като е обявено, че ще бъдат пуснати 52 епизода, а точно тези двата са с по 26 епизода всеки. Дублажът е на студио Доли. Ролите се озвучават от артистите Адриана Андреева, Даринка Митова, Стефан Стефанов и Кристиян Фоков.
На 12 ноември 2009 г. започва повторно излъчване по bTV Comedy от 23:30 с разписание всеки делник от 23:00 по два епизода и с повторение от 16:00. След повторенията на първите сезони са пуснати премиерно и останалите. Дублажът е на студио Триада, а артистите са същите.
На 1 януари 2016 г. стартира по CBS Drama със субтитри на български, всеки делник от 19:30 по два епизода с повторение от 13:40.